# Mosquée Lejlek à Novi Pazar
La mosquée Lejlek à Novi Pazar (en serbe cyrillique : Лејлек џамија у Новом Пазару ; en serbe latin : Lejlek džamija u Novom Pazaru) est une mosquée ottomane  qui se trouve à Novi Pazar, dans le district de Raška, en Serbie. Elle est inscrite sur la liste des monuments culturels protégés de la république de Serbie (identifiant no SK 410),,.

## Présentation
La mosquée d'Ahmed-bey Silahdarou mosquée d'Ahmed-bey, connue sous le nom de mosquée Lejlek, aurait été construite dans la seconde moitié du XVe siècle, ce qui en fait la mosquée la plus ancienne du Sandžak (pour les Serbes, de la Raška), ; en revanche, elle est mentionnée dans les recensements ottomans à partir de 1516,,,,. Son surnom de « Lejlek » lui vient des cigognes (en turc : leylek), qui nichaient sur son minaret.
La mosquée se présente comme un édifice de plan carré surmonté d'un petit dôme aveugle recouvert de tuiles, reposant sur un tambour octogonal. Elle est dotée d'un porche à trois travées avec des arcs en demi-cintre reposant sur des piliers,. À droite de l'entrée se trouve un minaret octogonal en pierres taillées,,.
Actuellement, à l'exception du mirhab, l'intérieur ne porte aucune trace de calligraphique ou d'ornementation. Dans la cour, à côté du porche, se trouve un mejtaš rond (une pierre où descendent les morts) et, à côté de la fontaine, plusieurs tombes avec des nişans (stèles ottomanes).
A en juger par son architecture, elle a reçu son apparence actuelle après la grande guerre turque, à la fin du XVIIe siècle ou au début du XVIIIe siècle,. En 1981, la mosquée a été restaurée par Salih-bey Begović ; il a modernisé et fermé l'ancien porche, a bâti un petit mekteb (école élémentaire coranique) dans la cour et rénové la fontaine pour prendre les ablutions.